# 게르만 티토프 (우주비행사)

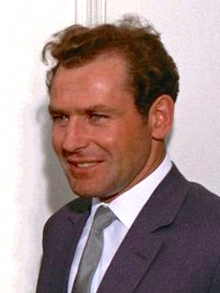
게르만 티토프 (1962년 촬영)

게르만 스테파노비치 티토프(러시아어: Герман Степанович Титов, 1935년 9월 11일 ~ 2000년 9월 20일)는 소련의 우주비행사이다. 1961년 8월 6일 보스토크 2호에 탑승하여, 보스토크 1호에 탑승한 유리 가가린에 이어 지구 궤도를 2번째로 돈 인물이다.

## 생애
알타이 변경주 베르크네예 질리노에서 태어났다.

## 수상
- 소비에트 연방영웅 № 11158 (1961년 8월 9일)
- 조국공헌훈장 3급 (1995년 9월 7일)
- 레닌 훈장 (1961년 6월 17일과 8월 9일)
- 노동적기훈장 (1976년 1월 15일)
- 레닌상 (1988년)